# Robert Altmayer
Marie-Robert Altmayer (* 30. Juli 1875 in Bordeaux; † 11. Februar 1959 in Paris) war ein französischer Generalleutnant.

## Leben
Altmayer, Sohn von Generalmajor Victor Joseph Altmayer und dessen Ehefrau Marie Jeanne Esther De La Ruelle, begann 1893 eine Offiziersausbildung an der Ecole Spéciale Militaire und trat im Oktober 1895 als Leutnant (Sous-Lieutenant)in das 9. Dragonerregiment (9e Régiment de Dragons) ein. Dort wurde er im Oktober 1897 zum Oberleutnant (Lieutenant) befördert und wechselte im Anschluss zur Spahi-Schwadron (Escadron de spahis du Soudan) nach Französisch-Sudan, ehe er im Juli 1900 zum 2. Spahi-Schwadron (2e Escadron de spahis sénégalais) in den Senegal versetzt wurde. Im September 1902 folgte seine Versetzung zum 10. Dragonerregiment (10e Régiment de Dragons) und im März 1904 zum 5. Dragonerregiment (5e Régiment de Dragons). Bereits im April 1904 wurde er zum 8. Husarenregiment (8e Régiment de Hussards) versetzt und dort im März 1906 zum Hauptmann (Capitaine) befördert. Im Mai 1906 folgte seine Verlegung zum 9. Kürassierregiment (9e Régiment de cuirassiers), danach zum Stab des VI. Armeekorps (6e Corps d’Armée) sowie im Anschluss zum 26. Dragonerregiment (26e Régiment de Dragons). Im April 1911 wurde er als Hauptmann zum 12. Husarenregiment (12e Régiment de Hussards) versetzt sowie im Januar 1913 zum Stab der Besatzungstruppen in Französisch-Marokko.
Zu Beginn des Ersten Weltkrieges wurde Altmayer im September 1914 zum Major (Chef d’Escadrons) befördert und im Dezember 1914 zum Stab der 5. Militärregion (5e Région militaire) nach Orléans versetzt. Im April 1915 wurde ihm das Ritterkreuz der Ehrenlegion verliehen. Im April 1916 folgte seine Versetzung zum 9. Schützenregiment (9e Régiment de tirailleurs), ehe er nach seiner Beförderung zum Oberstleutnant (Lieutenant-colonel) im November 1916 zum 125. Infanterieregiment (125e Régiment d'infanterie) abgeordnet wurde. Im Juli 1917 wurde er Offizier im Stab der 3. Armee (3e armée (Frankreich)|3e Armée) und anschließend im April 1918 Offizier im 5. Kürassierregiment (5e Régiment de cuirassiers). Nachdem er am 27. März 1919 zum Oberst (Colonel) befördert wurde, übernahm er im April 1919 den Posten als Kommandeur des 5. Kürassierregiment (5e Régiment de cuirassiers) sowie 1920 als Kommandeur des 8. Husarenregiment (8e Régiment de Hussards). Im Juni 1920 wurde ihm zudem das Offizierskreuz der Ehrenlegion verliehen.

### Nachkriegszeit und Zweiter Weltkrieg
Nach dortiger fünfjähriger Dienstzeit wurde Altmayer am 22. Mai 1925 Kommandeur der 4. Regionalen Kavalleriegruppe (4e Groupement Régionel de Cavalerie) in Montauban und am 10.  November 1925 zum Brigadegeneral (Général de Brigade) befördert. Nach seiner Beförderung zum Generalmajor (Général de Division) am 7. Januar 1929 fungierte er zwischen dem 7. Januar und dem 17. Oktober 1929 Kommandeur der Kavallerie in Algerien. Danach war er vom 17. Oktober 1929 bis zum 9. Oktober 1931 Kommandeur der in Lyon stationierten 1. Kavalleriedivision (5e Division de cavalerie). Während dieser Zeit wurde er im Juli 1930 auch Kommandeur der Ehrenlegion.
Am 9. Oktober 1931 wurde Altmayer zum Generalleutnant (Général de Corps d’Armée) befördert und war im Anschluss zwischen dem 9. Oktober 1931 und dem 14. Oktober 1932 zunächst Kommandierender General der 9. Militärregion (9e Région militaire) in Tours sowie daraufhin vom 14. Oktober 1932 bis zum 5. Oktober 1936 Generalinspekteur der Kavallerie (Inspecteur Général de la cavalerie). Während dieser Zeit wurde ihm im Dezember 1932 das  Offizierskreuz des Ordre des Palmes Académiques verliehen. Ferner wurde er im Dezember 1935 Großoffizier der Ehrenlegion. Nachdem er sich vom 5. Oktober 1936 bis zum 30. Juli 1937 zur besonderen Verfügung befand, schied er am 30. Juli 1937 aus dem aktiven Militärdienst aus.
Nach Beginn des Zweiten Weltkrieges wurde Generalleutnant Altmayer am 2. September 1939 zurückberufen und fungierte zwischen dem 2. und 15. September 1939 als Kommandierender General der 10. Militärregion (10e Région militaire) in Straßburg. Nachdem er am 15. September 1939 erneut in die Reserve versetzt wurde, schied er am 26. September 1939 zunächst wieder aus dem Militärdienst aus. Während des Westfeldzuges wurde er am 21. Mai 1940 abermals in den aktiven Militärdienst zurückbeordert und fungierte zwischen dem 24. Mai und dem 1. Juni 1940 zunächst als Kommandierender General der nach ihm benannten Heeresgruppe Altmayer sowie im Anschluss vom 1. bis zum 19. Juni 1940 als Kommandeur der an der Somme und später bei Rennes operierenden 10. Armee (10e Armée). Am 19. Juni 1940 geriet er in deutsche Kriegsgefangenschaft, aus der am 23. Dezember 1941 entlassen wurden. Am 26. Februar 1942 trat er formell in den Ruhestand.
Aufgrund seiner langjährigen Verdienste wurde Altmayer im September 1950 zudem das Großkreuz der Ehrenlegion verliehen.